# Зарданашен
Зарданашен (азерб. Zərdanaşen) — село в Тагавердском сельском административно-территориальном округе Ходжавендского района Азербайджана.

## География
Сёла Тагаверд, Чагадюз и Зарданашен входят в состав Тагавердского сельского административно-территориального округа Ходжавендского района, при этом село Тагаверд является центром этого сельского административно-территориального округа. Село Зарданашен расположено на расстоянии в 44 км от районного центра — города Ходжавенд, в 48 км от города Ханкенди. Это является населённым пунктом малого размера, площадь села составляет 995 га, из которых 479 га являются лесными землями.

## История
В советский период село на 1977 год село Зарданашен вместе с сёлами Тагаверд и Саркисашен (ныне Чагадюз) входило в состав Саркисашенского сельсовета Мартунинского района Нагорно-Карабахской автономной области (НКАО) Азербайджанской ССР, при этом село Саркисашен (ныне Чагадюз) являлось центром этого сельсовета. По состоянию на 1988 год это село также входило в Мартунинский район НКАО Азербайджанской ССР.
2 сентября 1991 года на совместной сессии Нагорно-Карабахского областного и Шаумяновского районного Советов народных депутатов была принята Декларация о провозглашении Нагорно-Карабахской Республики в границах Нагорно-Карабахской автономной области (НКАО) и сопредельного Шаумяновского района Азербайджанской ССР.
26 ноября 1991 года Верховный Совет Азербайджанский Республики принял Закон "Об упразднении Нагорно-Карабахской автономной области Азербайджанской Республики". В этом Законе помимо упразднения Нагорно-Карабахской Автономной Области (НКАО), было постановлено также и переименование Мартунинского района в Ходжаведский. Решением Милли Меджлиса Азербайджанской Республики от 29 декабря 1992 года № 428 село Саркисашен Ходжавендского района было названо селом Чагадюз. В настоящее время село Зарданашен вместе с сёлами Тагаверд и Чагадюз входят в состав Тагавердского сельского административно-территориального округа Ходжавендского района Азербайджана, при этом село Тагаверд является центром этого сельского административно-территориального округа.
В результате Карабахского конфликта, село в начале 1990-х годов попало под контроль непризнанной Нагорно-Карабахской Республики (НКР). Согласно административно-территориальному делению непризнанной республики, село продолжало называться Зарданашен (арм. Զարդանաշեն) и располагалось в составе Мартунинского района НКР.
9 ноября 2020 года, в ходе Второй Карабахской войны, президент Азербайджана Ильхам Алиев объявил об восстановлении контроля Азербайджана над селом Зарданашен.